# Secretaria de Atenção Primária à Saúde
A Secretaria de Atenção Primária à Saúde (SAPS) é uma entidade ligada ao Ministério da Saúde do Governo Brasileiro. Foi criada em 2019, através do Decreto Nº 9.795 de 17 de maio da Presidência da República. A SAPS é responsável pela organização da atenção primária e da Estratégia Saúde da Família no país. Em sua estrutura, abriga quatro departamentos: Departamento de Estratégias e Políticas de Saúde Comunitária, Departamento de Gestão do Cuidado Integral, Departamento de Prevenção e Promoção da Saúde e Departamento de Apoio à Gestão da Atenção Primária. Atualmente, a Secretaria é chefiada pela médica de família e comunidade Ana Luiza Ferreira Rodrigues Caldas.

## Lista de secretários
1. Nésio Fernandes de Medeiros (2019-2024)
2. Felipe Proenço de Oliveira (2024-2025)[3]
3. Ana Luiza Ferreira Rodrigues Caldas (2025-atual)[2]